# 施勒本
施勒本是德国图林根州的一个市镇。总面积15.89平方公里，总人口922人，其中男性466人，女性456人（2011年12月31日），人口密度58人/平方公里。